# Rosa Sucher

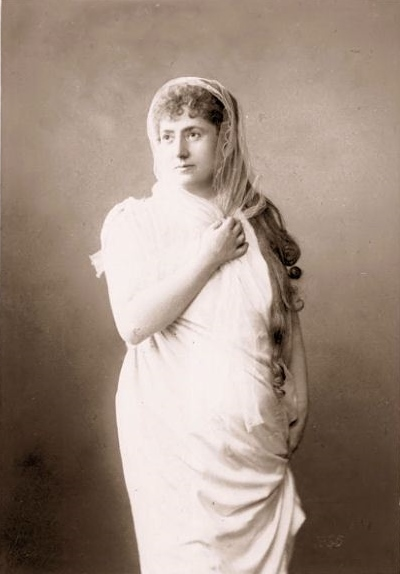
Rosa Sucher som Isolde.

Rosa Sucher, född Hasselbeck den 23 februari 1849 i Velburg, Oberpfalz, Kungariket Bayern, död den 16 april 1927 i Eschweiler, var en tysk operasångerska (sopran). 
Rosa Hasselbeck gifte sig 1877 med Joseph Sucher och var därefter anställd vid samma teatrar som han. Hon var en i allo lyckligt utrustad Wagnersångerska; hennes yppersta roller var Isolde i Tristan och Isolde, bland annat vid Bayreuthfestspelen 1886, och Sieglinde i Valkyrian. Från 1909 var hon sånglärarinna i Wien, med titlarna kammarsångerska och professor.